# Пардеево
Пардеево — упразднённая деревня в Сокольском районе Вологодской области.
Входила в состав городского поселения город Кадников (с 1 января 2006 года по 30 мая 2013 года входила в сельское поселение Замошское), с точки зрения административно-территориального деления — в Замошский сельсовет.
Расстояние по автодороге до районного центра Сокола — 38 км, до центра муниципального образования Кадникова по прямой — 11 км. Ближайшие населённые пункты — Подольное, Замошье, Яковлево.
По данным переписи в 2002 году постоянного населения не было.
Упразднена 21 марта 2021 года.